# Gabriele Micalizzi
Gabriele Micalizzi (Milano, 24 gennaio 1984) è un fotoreporter italiano.
È uno dei fondatori e componenti originali del collettivo Cesura.
Durante la sua carriera, ha affiancato al reportage di guerra diversi progetti fotografici di stampo umanitario, sociale e artistico.

## Biografia

### Primi anni (2004-2008)
Gabriele Micalizzi frequenta vari licei fino ad arrivare all'Istituto d'Arte della Villa Reale di Monza, dove scopre la camera oscura e la fotografia. Per documentare la sua passione per i graffiti comincia a fotografare i suoi amici nei depositi di treni e metro. Continua a sperimentare i linguaggi visivi, realizzando i primi reportage e documentari. Nel frattempo si mantiene aprendo un piccolo studio casalingo con il tattoo artist Simone Mascia. Nel 2004 inizia il suo percorso professionale per l'agenzia fotogiornalistica NewPress seguendo eventi di cronaca, politici e sportivi. Le sue foto verranno pubblicate su testate giornalistiche locali e nazionali come il Corriere della Sera, La Repubblica, Il Giorno.
Nel 2005, dopo un'esperienza in Australia e Indonesia come tatuatore, torna in Italia l'anno successivo e si iscrive alla scuola del Fumetto a Milano. Qui studia illustrazione, in concomitanza ad un corso di reportage presso l'Accademia di fotografia John Kaverdash, dove incontra il professor Sandro Iovine. Nel 2007 entra nello studio del fotografo Magnum Alex Majoli e nel 2008, sotto la direzione artistica dello stesso, fonda assieme ad Andy Rocchelli ed altri tre fotografi il collettivo CESURA.

### Afghanistan, primavere arabe e Medio Oriente (2008-2015)
Nel 2009 si avvicina per la prima volta alla fotografia di guerra in Afghanistan con l'esercito italiano e quello francese.
Nella primavera del 2010 documenta in Thailandia le rivolte del Fronte Unito per la Democrazia contro la Dittatura conosciuti anche come "Camicie Rosse", durante le quali ci sono stati più di 90 morti e 2000 feriti. Tornato in Italia comincia il primo capitolo del progetto Italians: The Myth, lavoro che porterà avanti negli anni successivi. Il progetto consiste in una ricerca antropologica sul "mammifero italiano" e sui suoi cliché; sulla decadenza di una cultura con radici profonde ed una società controversa e anarchica.

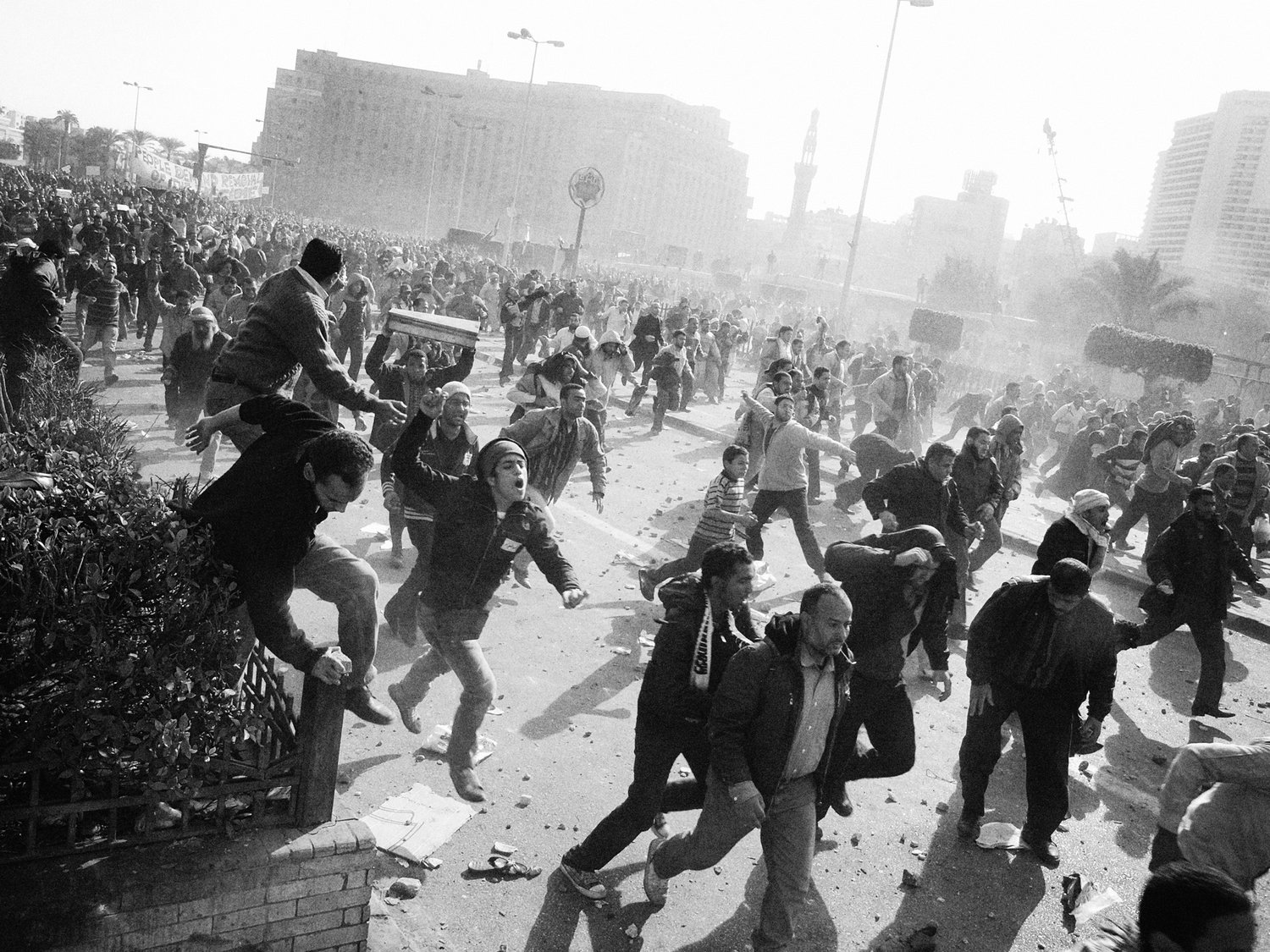
Egitto, 2011

Nel 2011 ha documentato l’evolversi delle "primavere arabe" e le loro conseguenze in Tunisia, Egitto, e Libia.
Tra il 2012 e il 2014 ha coperto il conflitto della Striscia di Gaza e ha cominciato a documentare la nascita e l'ascesa dello Stato Islamico. In quegli anni ha testimoniato con le sue fotografie le proteste in piazza Taksim ad Istanbul e parallelamente quelle ad Atene, avvenute in risposta alle scelte del governo greco durante la crisi economica. Lì, inviato per il New York Times, viene ferito da un poliziotto mentre sta documentando gli scontri nella capitale greca.
Nel 2014 torna in Libia per raccontare i conflitti interni, dove ha la possibilità di essere uno dei primi a fotografare il generale Khalifa Haftar, pubblicando il suo lavoro sui principali giornali italiani e su testate internazionali quali: The New York Times Magazine, Newsweek, New Yorker, Internazionale.

### Master Of Photography, Palestina eMalamilano(2016-2019)

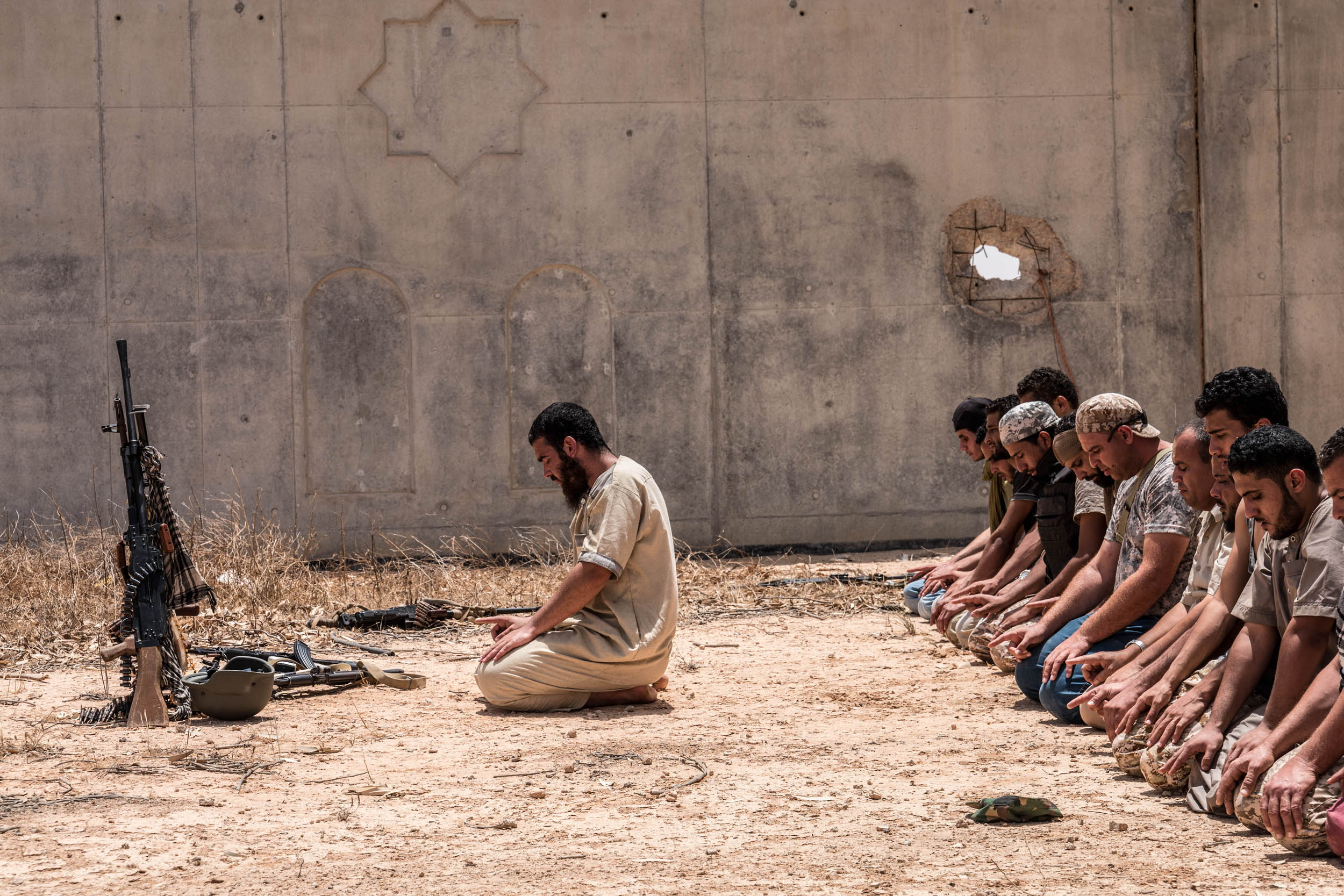
Sirte (Libia), 2016

Nel 2016, incoronato da Oliviero Toscani e David La Chapelle, vince la prima edizione del Master Of Photography, concorso televisivo internazionale trasmesso su SKY Arte.
Nello stesso anno si occupa principalmente della situazione libica, assistendo alla liberazione della città di Sirte da parte delle truppe di Misurata sotto il comando di Fayez al-Sarraj. Il risultato di questo reportage fotografico, DOGMA, viene esposto alla Leica Gallery di Milano, e presso la pieve di San Giovanni Battista (AR), nel progetto Obiettivo Masaccio.
Nel 2017 documenta la liberazione di Mosul (Iraq) e al-Raqqa (Siria), storiche capitali del califfato. Nello stesso anno fotografa lo storico concorso nazionale di bellezza Miss Italia per il calendario 2018. Nasce così il quarto capitolo del suo progetto personale Italians: The Myth.

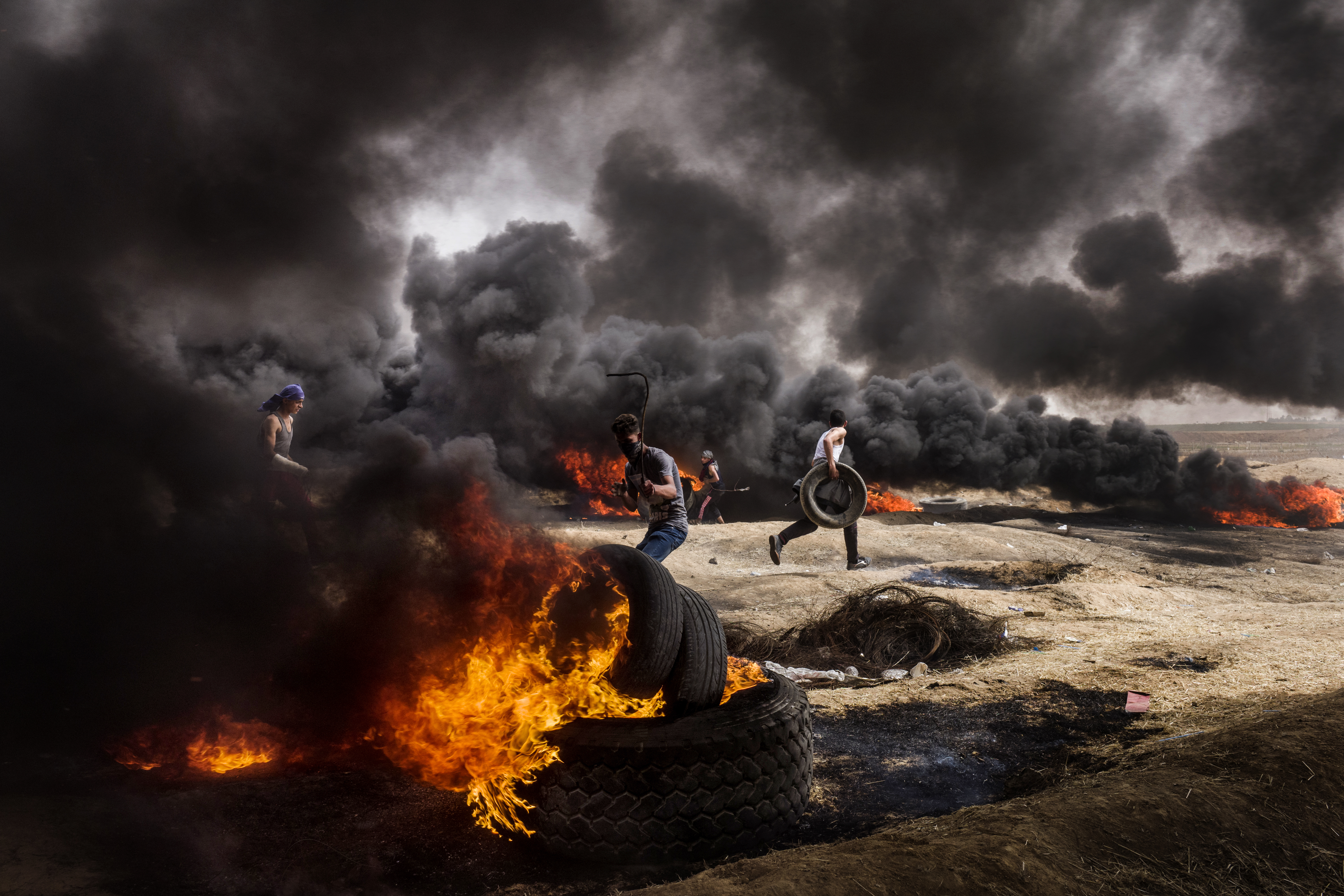
Manifestanti protestano durante la Marcia del ritorno. Gaza, 2018

A maggio 2018 segue gli scontri nella Striscia di Gaza, dove migliaia di palestinesi protestano contro l'inaugurazione della nuova ambasciata americana a Gerusalemme, in concomitanza con l'anniversario dei 70 anni della Nakba, l'occupazione israeliana dei territori palestinesi. Ogni venerdì, in diversi punti della Striscia di Gaza, i palestinesi manifestano in occasione della "Marcia del ritorno". L'operato viene pubblicato su diverse testate, quali Bloomberg e Repubblica .
Nello stesso anno scatta per il numero speciale di Riders completamente dedicato alla vita di Valentino Rossi, e più tardi segue Andrea Iannone e la leggenda italiana Giacomo Agostini. Collabora inoltre con il cantante genovese Tedua, in occasione del ritorno delle iconiche Nike TN; da questo progetto nascono un libro ed una mostra. Nel dicembre 2018 lavora alla copertina dell'ultima edizione cartacea di Rolling Stone Italia con Pierfrancesco Favino, attore italiano e vincitore del Nastro D’Argento come miglior attore protagonista con il film Il Traditore.
Nel febbraio 2019 torna in Siria dove documenta l’avanzata curda contro l'ultimo bastione dell’ISIS fino a quando, l’11 febbraio, viene colpito da un razzo RPG ad Al-Baghuz Fawqani. Da questa esperienza nascono 2 libri: In Guerra, edito da Cairo editore con Moreno Pisto e una graphic novel dal titolo Non si muore di lunedì, in collaborazione con Elena Cesana, nota disegnatrice e sua compagna di liceo.
Fortemente influenzato dalle colonne sonore poliziesche che componeva suo zio Franco Micalizzi, noto compositore italiano, nel luglio 2019 nasce Malamilano, progetto a 360 gradi sulla città lombarda. Micalizzi, in Malamilano, si concentra sulla criminalità e sul mercato della droga, seguendo per svariati mesi le nottate sulle gazzelle della radiomobile.

### Libia e Donbass (2020-2022)

Blocco 181. Milano, 2021

Nei primi mesi del 2020 torna in Libia per coprire l'arrivo delle truppe turche, inviate per aiutare il presidente Al-Sarraj a resistere all'attacco del generale Haftar a Sirte. Durante la pandemia Covid-19 documenta le aree più colpite d'Italia, quali Bergamo e l’intera regione della Lombardia, ponendo l’attenzione sul lavoro del dottor Cavanna nelle zone rurali delle Valli piacentine. Le immagini vengono pubblicate su varie riviste come Time magazine, Le Monde, Vice Usa e Internazionale. Prende parte al progetto With Italy, For Italy, campagna Lamborghini che coinvolge 21 fotografi nella realizzazione di un libro per la nuova uscita dell’auto Aventador SVJ.
Nel 2021 segue lo storico viaggio di Papa Francesco in Iraq e il controverso ritiro delle truppe statunitensi dall’Afghanistan durante l’offensiva talebana. Dirige inoltre una docu-serie sull’esperienza di Edgar Davids come allenatore di un club calcistico dell’Algarve.
Collabora come consulente e fotografo di scena alla serie tv di Sky Blocco 181, uscita nel maggio del 2022.
Nello stesso anno documenta la guerra in Ucraina per WSJ, Die Zeit e Le Monde. I suoi reportage, da Mariupol sulla distruzione del teatro e sui sotterranei delle acciaierie Azovstal, sono stati trasmessi da Piazza Pulita su La 7. Per il lavoro svolto in Donbass vince, insieme al collega Luca Steimann, la 62ª edizione del Premiolino.

## Pubblicazioni e mostre
- 2021: Hellerau Photography award portraits[56]
- 2020: In prima linea – documentario[57]
- 2020: With Italy, In Italy - Lamborghini Book[58]
- 2020: Non si muore di lunedì - Storia del fotoreporter sopravvissuto all'ISIS[40]
- 2020: Gabriele Micalizzi e Moreno Pisto, In guerra - vita e battaglie del fotoreporter sopravvissuto a un razzo dell'ISIS, Cairo, 2020.[8]
- 2019: DOGMA - Once upon a time the Caliphate[59]
- 2018: Legacy and Disobbedience – Tedua x Micalizzi[60]
- 2016: Dentro la fotografia – esibizioni personali per DOGMA, Galleria Leica di Milano[25], Obiettivo Masaccio[26]
- 2016: Pane e Pomodoro - Italiani sul litorale[61]
- 2014: Sguardi Altrove - Athena – esposizione collettiva, Padiglione Grecia - Triennale di Milano[62]
- 2011: Eclats D'Afrique – esposizione collettiva, Spazio Guerra - Reggio Emilia[63]
- 2011: The Arab Spring - Outside in Bayeux Group exhibition – curatore Laurent Van der Stockt, France Bleu Basse-Normandie[64]

## Premi e riconoscimenti
- 2022: Premiolino – vincitore
- 2021: Npa News Photo Award – finalista
- 2021: Premio Ponchielli – finalista[65]
- 2021: Hellerau Photography award portraits – finalista[56]
- 2020: Tifa Tokyo international Foto Awards – vincitore[66]
- 2019: The Prix de la Photographie, Paris (PX3) – vincitore[67]
- 2016: Master of Photography, Sky Arte – vincitore
- 2016: The Andrei Stenin International Press Photo contest – menzione di merito della giuria[68]